# Джорджо Бокка
Джорджо Бокка (італ. Giorgio Bocca; 28 серпня 1920, Кунео — 25 грудня 2011, Мілан) — відомий італійський журналіст.

## Біографія
Бокка співпрацював з багатьма великими національними газетами і журналами, займаючись журналістськими розслідуваннями, пов'язаними з найбільш гострими проблемами соціально-політичного життя, в тому числі, з тероризмом і феноменом «Червоних бригад». 
У 1976 році став одним із засновників римської газети «la Repubblica», з якою продовжував співпрацювати до самого останнього часу. Наприкінці 1980-х років Бокка був автором декількох проектів на приватному телебаченні Сільвіо Берлусконі. Однак після приходу Берлусконі у велику політику, журналіст став одним з найбільш послідовних і непримиренних критиків його діяльності. Перу Бокки належать такі фундаментальні праці як «Історія партизанської Італії», «Республіка Муссоліні», «Італійський тероризм», «Історія Італійської республіки».
У січні 2012 року вийде його остання книга «Спасибі, немає. Сім ідей, з якими ми не повинні більш погоджуватися». Бокка удостоєний найвищої державної нагороди Італії — Великого хреста за заслуги перед Республікою.